# Tidiga svenska serier
Tidiga svenska serier skapades redan i slutet på 1700-talet, fast de då inte kallades för (tecknade) serier. Sveriges allra tidigaste belagda exempel på "sekvenskonst", vad som sedermera kommit att kallas för tecknade serier, publicerades redan på 1790-talet. Då tecknade Johan Tobias Sergel och Carl August Ehrensvärd flera sekventiella teckningar – satiriska ensidesberättelser som Sergels mot katolska kyrkan riktade Prästen och flickan.

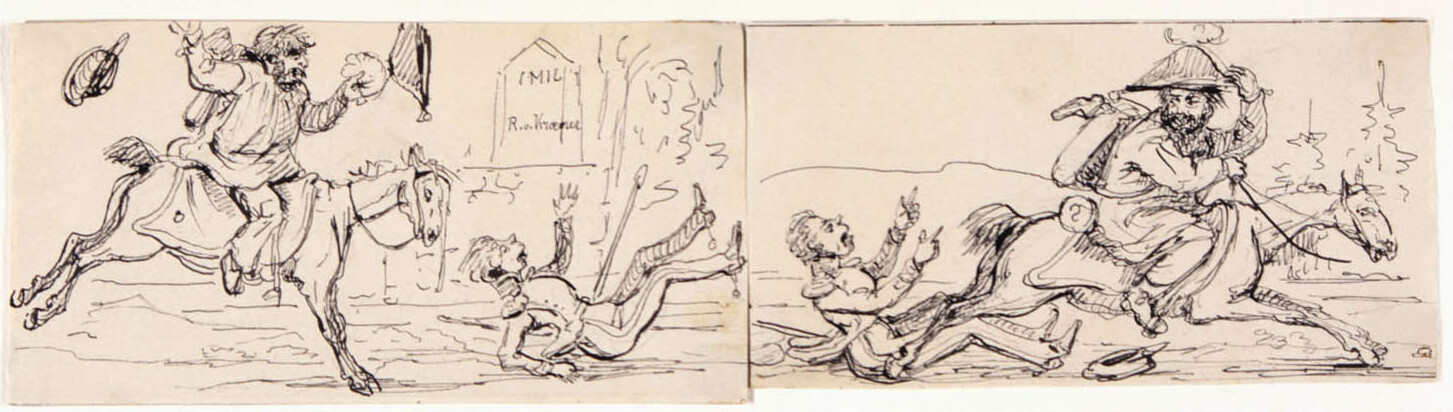
Sparfs äventyr, av Fritz von Dardel, var en av de första svenska serierna, tryckt redan 1840. Här stjäl en vandrare Sparfs häst och officersmössa.

## Fritz von Dardel
Sveriges tidigaste fullängdshäften med sekventiella bildberättelser, av den typ som sedermera fått benämningen seriealbum, publicerades 1849: den schweiziskfödde svenske militären och tecknaren Fritz von Dardels Gubben med skåpet, återutgiven i faksimil 2003. von Dardel tecknade flera liknande berättelser, såsom 1854 års Familjen Tutings lustresa till Bomarsund, i faksimil 1967; och Herrar Black och Smith på väg till Skandinavien, vilken förblev outgiven till 1991. Redan 1844 hade dock von Dardels första serie publicerats; i den femte och sista volymen av hans Minnen från Stockholm inkluderades under rubriken Ett frieri en humoristisk ensidesberättelse om fyra rutor.
Samtida med von Dardels tecknade häften publicerades också liknande, anonyma, publikationer, såsom Peter Pipers jagt-äfventyr (1854), En bad sejour vid westra kusten (1861) och Historio-geografisk-ballad om Amerikas upptäckt och den deraf följande emigrationen (1867).
Även om Fritz von Dardel stod för de tidigaste svenskspråkiga längre serieberättelserna, kom han inte att få några direkta arvtagare. Den svenska seriekonstens viktigaste rötter står istället att finna i två företeelser som snabbt vann mark under 1800-talets andra hälft: bilderboken, samt den spirande utgivningen av skämtteckningar.

## Karrikatyrer
1841 inleddes i Storbritannien utgivningen av humor- och satirmagasinet Punch, vars innehåll till betydande del bestod av samtidskommenterande skämtteckningar. Punchs framgång föranledde under de efterföljande decennierna motsvarande titlar i stora delar av Europa – Sverige fick sitt första och största exempel på genren 1862 då utgivningen av Söndags-Nisse påbörjades. Andra tongivande exempel i genren inkluderar Kasper, utgiven från 1869 till 1930, och Strix, utgiven 1897–1924, då den slogs ihop med Söndags-Nisse under titeln Söndagsnisse-Strix, vilken fortlevde till 1955.
Skämttidningarnas mest produktiva kreatörer publicerades snart även i årliga häften fyllda av teckningar – vilka kom att kallas ”karrikatyrer” [sic!]. Här utmärktes framför allt Carl Thulstrup (vars årshäften gick under titlarna En samling skämt, Komiska bagateller, Minnen, Penndrag och Karrikatyralbum och publicerades från 1859 till 1881), Conny Burman (Småplock ur papperskorgen, Karrikatyrer, och Krumelurer, 1866-1894), Fritz Ahlgrensson (Krafs till julen, 1872-1873), Bruno Liljefors (Karrikatyrer, 1884-1885) och Tycho Ödberg (Klitsch klatsch – Karrikatyrer, 1893). 

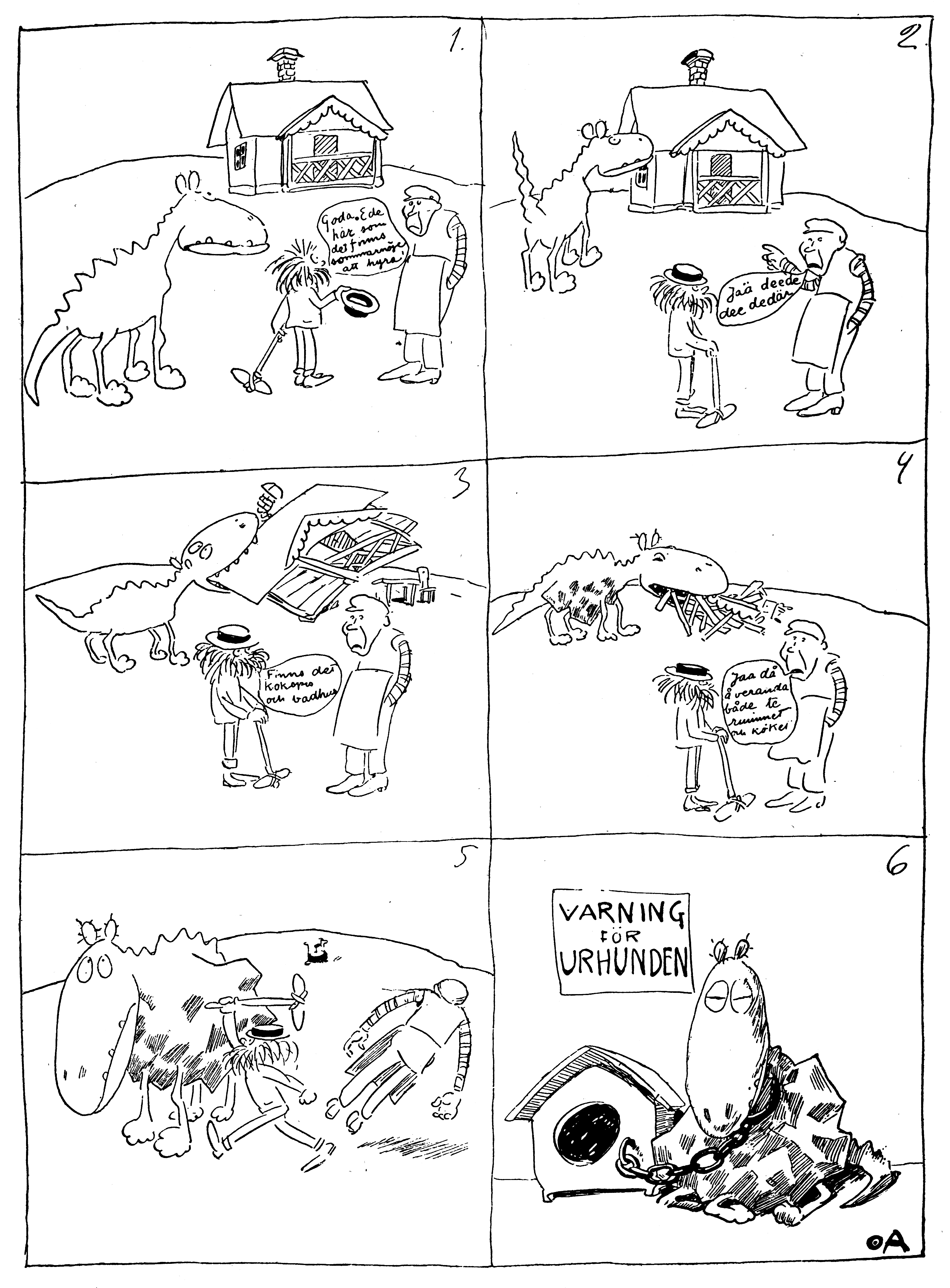
Oskar Andersson blev runt sekelskiftet den förste svensken som gjorde en karriär som serieskapare. Här är Urhunden på sommarnöje.

Enskilda serieliknande teckningar förekom såväl i skämttidningarna som i karikatyrhäftena, men i allt väsentligt bestod de av ögonblicksbilder. 1897 anlitade dock Strix den 20-årige, ännu okände, Oskar Andersson, "OA", som redan under sitt första år började teckna bildsekvenser. Två år senare, 1899, publicerades Bröderna Napoleon och Bartolomeus Lund från Grönköpings resa Jorden runt, en längre berättelse som sträckte sig över flera månaders Strix-utgivning och till stor del bestod av serieteckningar, och 1902 publicerades den första serien med Mannen som gör vad som faller honom in, vilken snart följdes av Urhunden. OA:s spirande karriär som Sveriges första framgångsrika serietecknare fick dock ett abrupt slut då han 1906 begick självmord.

## Bildberättelser
Jämte skämtteckningarna skulle också bilderböckernas intåg i Sverige få stor betydelse för landets serietradition. Den första svenska bilderboken, Jenny Nyströms Barnkammarens bok publicerades 1882, och fyra år senare, 1886, utkom Nanna Bendixsons Skogstomten, den första bilderboken med en genomgående berättelse (till skillnad från tidigare böcker där varje sida berättade en fristående historia).
Gränsen mellan bilderbok och serie är flytande men flera tidiga bilderböcker har påfallande seriekvalitéer; bland andra Ottilia Adelborgs Pelle Snygg och barnen i Snaskeby (1896), Elsa Beskows Sagan om den lilla, lilla gumman (1897), och Ivar Arosenius postumt utgivna Kattresan (1909).
De tidigaste regelrätta barnserierna publicerades dock i den utgivning av årliga jultidningar för barn som påbörjades på 1890-talet: Snöflingan (påbörjad 1890), Jultomten (1891), Barnens julrosor (1892), Julklappen (1893), Julklockan (1897) och Julbocken (1907). Jämte sagor, teckningar, och lekar, publicerades här flera serieberättelser – ofta i sedelärande eller uppfostrande syfte – på upp emot en helsida. Bland kreatörerna utmärkte sig framför allt Ottilia Adelborg, men också många av samtidens främsta konstnärer och tecknare – däribland Oskar Andersson, Jenny Nyström, Elsa Beskow, Albert Engström, Carl Larsson, Carl-Erik Törner, Caleb Althin, Ecke Hedberg, Emil Åberg, Pelle Hedman, Arthur Högstedt, Ludvig Kumlien, Georg Stoopendaal, och Hilding Nyman.